# Fan Yunxia
Fan Yunxia, född den 7 december 2002, är en kinesisk landhockeyspelare.

## Karriär
Fan Yunxia ingick i det kinesiska lag som spelade landhockey vid OS 2024 och som tog silver.